# Калмыцкая письменность
Калмы́цкая пи́сьменность — письменность, используемая для записи калмыцкого языка. За время своего существования функционировала на разных графических основах и неоднократно реформировалась. В настоящее время калмыцкая письменность функционирует на кириллице. В истории калмыцкой письменности выделяется 5 этапов:
- до XVII века — старомонгольское письмо
- XVII век — 1924 год — письменность тодо-бичиг;
- 1924—1930 годы — письменность на основе кириллицы
- 1930—1938 годы — письменность на латинской основе;
- с 1938 года — современная письменность на основе кириллицы.

## Тодо-бичиг
До середины XVII века ойраты и калмыки пользовались для записи своего языка старомонгольским письмом. Старомонгольская письменность была плохо приспособлена для передачи фонетических особенностей живого ойратского языка, что требовало его реформы. В 1648 году буддийский монах Зая-Пандита реформировал старомонгольское письмо, приблизив его к языку ойратов. В частности было введено обозначение всех ойратских гласных звуков, упрощено написание долгих гласных, разработаны основы норм правописания. Этот алфавит получил название «тодо-бичиг» (ясное письмо). Как и старомонгольское письмо, тодо-бичиг имел направление письма сверху вниз. Несмотря на попытки приблизить письмо к разговорному языку, в письменном ойратском языке было много слов, заимствованных из монгольского языка и не используемых в живой речи. Так, уже в начале XVIII века фиксируются две письменные формы калмыцкого языка — «книжная», использовавшаяся в религиозной практике и имевшая многочисленные монгольские и тибетские заимствования и сохранявшая архаичные языковые формы, а также «разговорная», использовавшаяся в частной переписке и отражавшая изменения, происходящие в языке.
Тодо-бичиг, называемый также по имени его создателя, «заяпандитской письменностью» с небольшими изменениями просуществовал у калмыков до 1924 года. Ойраты Китая пользуются им по настоящее время.
В XIX — начале XX века на тодо-бичиг был выпущен ряд как оригинальных, так и переведённых с русского языка книг и брошюр, но грамотность калмыцкого населения Российской империи оставалось очень низкой — 2,3 % в 1913 году.

## Алфавит на основе кириллицы (конец XIX — начало XX века)
В конце XIX — начале XX веков Православным миссионерским обществом был издан ряд школьных книг на калмыцком языке, использовавших кириллическую графику. Первым изданием такого рода стал «Букварь для калмыцких улусных школ» (1892). Алфавит, использовавшийся в этом букваре, имел следующий состав: А а, Б б, В в, Г г, Д д, Е е, З з, И и, К к, Л л, М м, Н н, О о, П п, Р р, С с, Т т, У у, Х х, Ц ц, Ч ч, Ш ш, ь, Э э, Ю ю, Я я, Ӓ ӓ, Ā ā, Ǟ ǟ, Ӧ ӧ, Ō ō, Ȫ ȫ, Ӱ ӱ, Ӯ ӯ, Ӱ̄ ӱ̄, Дж дж, Нг нг, Ій, ій, Йе йе, Йӧ йӧ, Ӓй ӓй, Ӣ ӣ, Э̄ э̄, Ю̄ ю̄, Я̄ я̄. В 1902 году вышел «Букварь для калмыков» где использовался иной вариант алфавита: А а, Б б, Г г, Д д, З з, И и, Й й, К к, Л л, М м, Н н, О о, Р р, С с, Т т, У у, Х х, Ц ц, Ч ч, Ш ш, ь, Э э, Ӓ ӓ, Ā ā, Ǟ ǟ, Ӧ ӧ, Ō ō, Ȫ ȫ, Ӱ ӱ, Ӯ ӯ, Ӱ̄ ӱ̄, Дж дж, Ҥ ҥ, Ӣ ӣ, Э̄ э̄. Вместе с тем продолжало использоваться и письмо тодо-бичиг.
6 января 1924 года в Астрахани состоялось собрание калмыцкой общественности. На этом собрании большинством голосов зая-пандитская письменность была признана устаревшей — отмечалась его трудность для письма и обучения, нехватка шрифтов, невозможность использовать на телеграфе и проч. В связи с этим было решено перевести калмыцкий язык на кириллическую письменность. 12 января был принят алфавит, состоявший из следующих букв: А а, Б б, В в, Г г, Д д, Е е, Ж ж, З з, И и, К к, Л л, М м, Н н, О о, П п, Р р, С с, Т т, У у, Ф ф, Х х, Ц ц, Ч ч, Ш ш, Щ щ, Ы ы, Э э, Ю ю, Я я, Ь ь, Й й, ä, ö, ӱ, ң, ӝ. Над долгими гласными предполагалось ставить черту (макрон), но на практике это не выполнялось. Также, несмотря на отсутствие в утверждённом проекте, для обозначения неясных гласных стала использоваться буква ъ. С января 1926 года на этом алфавите стала печататься газета «Улан хальмг». В основу формирующегося калмыцкого литературного языка был положен торгутский говор, но позднее норма стала ориентироваться не только на торгутский, но и на дербетский говор. Иногда в изданиях того времени буква ң заменялась на ҥ или н̈, а официально включённые в алфавит буквы Е е, Ж ж, Ф ф, Щ щ отсутствовали.
7 сентября 1926 года на совещании при Калмыцком педтехникуме в Астрахани было решено внести изменения в алфавит. Так, были отменены все дополнительные буквы, а вместо них введены D d, V v, H h. В июне 1927 года этот алфавит был введён в официальное использование, но значительная часть литературы и прессы по-прежнему издавалась на алфавите 1924 года.
5-8 февраля 1928 года прошло очередное совещание по калмыцкой письменности, на котором алфавит вновь был реформирован. Буквы D d, V v, H h были отменены, а для обозначения неясных гласных введена буква Ә ә. Долготу гласных было решено обозначать удвоением соответствующих букв. Этот алфавит использовался до 1930 года.

## Латинизированный алфавит
В конце 1920-х годов в СССР начался процесс латинизации письменностей. В ходе этого процесса в январе 1930 года IX Калмыцкий областной съезд Советов узаконил новый латинизированный алфавит калмыцкого языка. Его фактическое применение началось в газетах с конца сентября того же года. В этом алфавите буквы располагались в следующем порядке: A a, B b, C c, Ç ç, D d, E e, Ә ә, G g, H h, I i, j, K k, L l, M m, N n, ꞑ, O o, Ө ө, P p, R r, S s, Ş ş, F f, Y y, Z z, Ƶ ƶ, U u, T t, V v, X x, ь.
10-17 января 1931 года на прошедшей в Москве конференции учёных монгольской группы народов было решено изменить фонетическое значение двух букв калмыцкой письменности, а также поменять алфавитный порядок букв. В мае того же года прошедшая в Элисте III Калмыцкая областная конференция по вопросам языка и письменности подтвердила это решение. Алфавит принял следующий вид:
| A a | B b | C c | Ç ç | D d | E e | Ә ә | F f | G g | H h | I i |
| J j | K k | L l | M m | N n | Ꞑ ꞑ | O o | Ө ө | P p | R r | S s |
| Ş ş | T t | U u | V v | X x | Y y | Z z | Ƶ ƶ | Ь ь |     |     |

Буква Ь ь, в отличие от большинства других советских латинизированных алфавитов, обозначала палатализацию. 17 февраля 1937 года было принято решение ввести для звука /җ/ знак Ⱬ ⱬ. В таком виде алфавит просуществовал до 1938 года.

## Современная кириллица
Во второй половине 1930-х годов в СССР начался процесс перевода письменностей на кириллицу. Калмыцкий алфавит был переведён на кириллицу в 1938 году. Первоначально калмыцкий кириллический алфавит включал все буквы русского алфавита, а также Ä ä, Гъ гъ, Дж дж, Нъ нъ, Ö ö, Ӱ ӱ. В 1941 году алфавит был снова реформирован — изменено начертание дополнительных букв. Однако из-за последовавшей вскоре депортации калмыков переход на новый вариант алфавита был осуществлён только после их реабилитации — 19 ноября 1959 года.
В настоящее время калмыцкий алфавит выглядит так:
| А а | Ə ә | Б б | В в | Г г | Һ һ | Д д | Е е | Ё ё | Ж ж |
| Җ җ | З з | И и | Й й | К к | Л л | М м | Н н | Ң ң | О о |
| Ө ө | П п | Р р | С с | Т т | У у | Ү ү | Ф ф | Х х | Ц ц |
| Ч ч | Ш ш | Щ щ | Ъ ъ | Ы ы | Ь ь | Э э | Ю ю | Я я |     |

## Таблицы соответствий алфавитов
| Современная кириллица | Латиница                        | Кириллица 1920-30-х                                         | Тодо-бичиг | МФА      | Транслитерация |
| --------------------- | ------------------------------- | ----------------------------------------------------------- | ---------- | -------- | -------------- |
| А а                   | A a                             | А а                                                         | ᠠ          | a        | a              |
| Ə ә                   | Ə ә                             | Ä ä (1938-41) Я я (1928-30) d (1926-28) Ä ä (1924-26)       | -          | æ        | a̋              |
| Б б                   | B в                             | Б б                                                         | ᡋ          | b, bʲ    | b              |
| В в                   | V v                             | В в                                                         | ᡖ          | v, vʲ    | v              |
| Г г                   | G g                             | Г г                                                         | ᡙ          | ɡ, ɡʲ, ɢ | g              |
| Һ һ                   | H h                             | Гъ гъ (1938-41) Г г (1928-30) Һ һ (1926-28) Г г (1924-26)   | ᡎ          | ɣ        | ḥ              |
| Д д                   | D d                             | Д д                                                         | ᡑ          | d, dʲ    | d              |
| Е е                   | E e                             | Е е                                                         | -          | je       | e              |
| Ё ё                   | -                               | -                                                           | -          | jɔ       | ë              |
| Ж ж                   | Ƶ ƶ                             | Ж ж                                                         | -          | ʧ        | ž              |
| Җ җ                   | Ⱬ ⱬ (1937—1938) Ƶ ƶ (1930—1937) | Дж дж (1938-41) Ж ж (1928-30) Дж дж (1926-28) Ӝ ӝ (1924-26) | ᡚ          | ʤ        | ž̦              |
| З з                   | Z z                             | З з                                                         | ᡓ          | z        | z              |
| И и                   | I i                             | И и                                                         | ᡅ          | i        | i              |
| Й й                   | J j                             | Й й                                                         | ᡕ          | j        | j              |
| К к                   | K k                             | К к                                                         | ᡘ, ᡗ       | k, kʲ    | k              |
| Л л                   | L l                             | Л л                                                         | ᠯ          | l, lʲ    | l              |
| М м                   | M m                             | М м                                                         | ᡏ          | m, mʲ    | m              |
| Н н                   | N n                             | Н н                                                         | ᠨ          | n, nʲ    | n              |
| Ң ң                   | Ꞑ ꞑ                             | Нъ нъ (1938-41) Нг нг (1926-30) Ң ң (1924-26)               | ᡊ          | ŋ        | ǹ              |
| О о                   | O o                             | О о                                                         | ᡆ          | ɔ        | o              |
| Ө ө                   | Ө ө                             | Ö ö (1938-41) Э э (1928-30) v (1926-28) Ö ö (1924-26)       | ᡈ          | o        | ô              |
| П п                   | P p                             | П п                                                         | ᡌ          | p, pʲ    | p              |
| Р р                   | R r                             | Р р                                                         | ᠷ          | r, rʲ    | r              |
| С с                   | S s                             | С с                                                         | ᠰ          | s        | s              |
| Т т                   | T t                             | Т т                                                         | ᡐ          | t, tʲ    | t              |
| У у                   | U u                             | У у                                                         | ᡇ          | ʊ        | u              |
| Ү ү                   | Y y                             | Ӱ ӱ (1938-41) Ю ю (1926-30) Ӱ ӱ (1924-26)                   | ᡉ          | u        | ù              |
| Ф ф                   | F f                             | Ф ф                                                         | -          | f        | f              |
| Х х                   | X x                             | Х х                                                         | ᡍ          | x, xʲ    | h              |
| Ц ц                   | C c (1931-38) Ç ç (1930-31)     | Ц ц                                                         | ᡔ          | ʦʰ       | c              |
| Ч ч                   | Ç ç (1931-38) C c (1930-31)     | Ч ч                                                         | ᡒ          | ʧʰ       | č              |
| Ш ш                   | Ş ş                             | Ш ш                                                         | ᠱ          | ʃ        | š              |
| Щ щ                   | -                               | Щ щ                                                         | -          | (sʧ)     | ŝ              |
| Ъ ъ                   | -                               | -                                                           | -          | -        |                |
| Ы ы                   | -                               | Ы ы                                                         | -          | i        | y              |
| Ь ь                   | Ь ь                             | Ь ь                                                         | -          | ʲ        | '              |
| Э э                   | E e                             | Э э                                                         | ᡄ          | e        | è              |
| Ю ю                   | -                               | Ю ю                                                         | -          | jʊ       | û              |
| Я я                   | -                               | Я я                                                         | -          | ja       | â              |

## Компьютерная поддержка калмыцкого алфавита на основе кириллицы

### Калмыцкий алфавит в Юникоде
| Буква | Код  |  | Буква | Код  |
| ----- | ---- |  | ----- | ---- |
| Ә     | 04D8 |  | ә     | 04D9 |
| Һ     | 04BA |  | һ     | 04BB |
| Җ     | 0496 |  | җ     | 0497 |
| Ң     | 04A2 |  | ң     | 04A3 |
| Ө     | 04E8 |  | ө     | 04E9 |
| Ү     | 04AE |  | ү     | 04AF |

### Шрифты и ввод текста на калмыцком языке
В Windows буквы калмыцкого алфавита включены в шрифты Arial Unicode MS, Courier New, Times New Roman и другие. Для набора текста можно применить татарскую клавиатурную раскладку, которая входит в комплектацию основных операционных систем, добавив её в настройках клавиатуры. Также существуют раскладки, созданные специально для калмыцкого языка, одна из которых вошла в версию Ubuntu 9.04 под именем Россия Kalmyk. В калмыцкой Википедии ввод дополнительных букв можно осуществить посредством панели быстрой вставки внизу страницы редактирования путём щелчка мыши на соответствующей букве.